# Српска привредна омладина Привредник Јуниор
Српска привредна омладина „Привредник Јуниор" (краће: Привредник Јуниор) је самостална организација младих Срба у Републици Хрватској. Привредник Јуниор је организација младих који делује као пододбор Српског привредног друштва „Привредник“ и стоји под његовим директним надзором. Сврха организације је да окупља таленте, искуства и способности младих Срба и Привредникових стипендиста како би се помогле економске, друштвене, културне и сваке друге позитивне промене у правцу слободног и демократског система и моралног друштва у Републици Хрватској.
Привредник Јуниор делује по начелу: "Рад! Штедња! Честитост!"

## Организација
Привредник Јуниор је организација младих чланова Српског привредног друштва „Привредник“ која је утемељена 2. јула 2009. године на седници Управног одбора. Неколико месеци касније, 31. октобра 2009. године у Привредниковом дому у Загребу одржана је конститутивна скупштина.
Привредник Јуниор своје активности и деловање заснива на темељима позитивне праксе и традицији јединствене омладинске секције Српска привредна омладина коју је основало Српско привредно друштво Привредник године 1932. у Загребу.
Органи управљања Привредника Јуниор су Главна скупштина, Председник, Централни одбор, Савет и Регионални одбори.
Стратегијско опредјељење Привредник Јуниора представља платформа која ће повезивати младе кроз јединствену организацију и омогућити упознавање младих из других омладинских, студентских и сличних организација као и подстаћи лични и професионални развој и стварање капацитета за младе. Програмско деловање се тако осликава се у служењу заједници, међусобној и међуорганизацијској сарадњи и повезивању, развоју и стицању нових знања, вештина, вредности и ставова, професионалном развоју као и дружењу и забави.
У остваривању наведене платформе и програмског деловања чланови следе поруку: Будимо лидери! Градимо познанства! Будимо активни! Градимо визију!

## Активности
Пројекат „Упознај - Делуј - Оствари“ је иновативни пример подстицања младих Срба на укључивање и учествовање у друштвено-политичким и грађанским активностима у Хрватској.
Пројекат „Упознавање кроз Србију“ је пример путовања с циљем упознавања Привредникових стипендиста са културним, историјским, верским, туристичким знаменитостима и друштвено-политичким животом Србије ради јачања веза са матичном земљом те међусобно упознавање стипендиста које се може претворити у вредне односе у будућности.